# Franjo Filipović (hrvatski slikar)
Franjo Filipović (Hlebine, 2. listopada 1930. – Hlebine, 2. travnja 2009.), hrvatski naivni slikar.

## Životopis
Filipović se rodio i proveo cijeli život u Hlebinama. Družio se s prvom generacijom naivaca – Krstom Hegedušićem, Franjom Mrazom, Mirkom Viriusom i stricom Ivanom Generalićem – koji su bili okupljeni u grupu "Zemlja" od 1930.
Prvu izložbu imao je 1946. Već oko 1950. godine njegov slikarski rad zadobiva originalnu kvalitetu te u njemu prevladava čisti i otvoreni kolorizam tipičan za predstavnike druge generacije hlebinskog kruga.
Sudjelovao je na stotinjak skupnih izložbi u zemlji i inozemstvu, kao što su London, Edinburgh, Moskva, Budimpešta, Beč, Hamburg, Buenos Aires, Sao Paolo, Zürich i drugi. Jedan je od najznačajnijih pripadnika druge generacije Hlebinske slikarske škole, a svojim je radovima zastupljen u brojnim privatnim i javnim zbirkama, galerijama i muzejima u Hrvatskoj, Italiji, Njemačkoj i Švicarskoj. Njegovi najstariji radovi nalaze se u stalnom postavu Galerije naivne umjetnosti Hlebine.
Filipović je neumorno slikao i izlagao prizore iz seoskog života, pejzaže i mrtve prirode kroz pedesetak godina, dok ga bolest nije omela. Umro je 2. travnja 2009. u Hlebinama.

## Vanjske poveznice
- LZMK / Hrvatski biografski leksikon: Filipović, Franjo